# Brouwerij De Graal
Brouwerij De Graal is een Belgische ambachtelijke brouwerij, gelegen in de Oost-Vlaamse gemeente Brakel.
De brouwerij werd opgericht in 2002 door Wim Saeyens, die een brouwersopleiding volgde bij de Rijksbrouwersschool van Gent (CTL). Het bedrijf staat in voor de permanente productie van een zestal bieren en brouwt daarnaast op bestelling (vanaf 500 liter). De brouwerij exporteert onder meer naar Amerika, Japan, Italië en Denemarken. 

## Bieren
Onderstaande bieren worden permanent gebrouwen in deze brouwerij :
- De Graal Blond - 6,5%
- De Graal Dubbel - 6,5%
- De Graal Gember - 8%
- De Graal SloCK - 6,5%
- De Graal Tripel - 9%
- Quest - 9%
- Triverius - 6,8%